# Grenant
Grenant é uma comuna francesa na região administrativa de Grande Leste, no departamento de Haute-Marne. Estende-se por uma área de 12,94 km². Em 2010 a comuna tinha 152 habitantes (densidade: 11,7 hab./km²).